# Manierka M1910

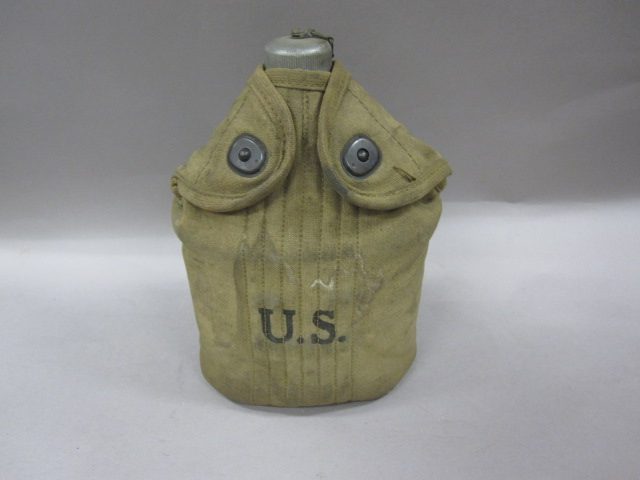
Manierka M1910

Manierka amerykańska M1910 – podstawowa manierka będąca na wyposażeniu Sił Zbrojnych USA od roku 1910 do 1962. Zastąpiona przez plastikową manierkę M1961.

## Historia
Prototypy nowej manierki zamówiono w roku 1909. Po testach manierek wykonanych z aluminium oraz manierek stalowych w roku 1910 wprowadzono manierkę z kubkiem wykonane z aluminium. Pierwsze manierki wykonywano z jednego kawałka aluminium, jednakże było to kosztowne. Od 1913 rozpoczęto produkcje manierek spawanych z dwóch połówek (spaw pionowy). Od 1918 roku na manierkach zaczęto wytłaczać datę produkcji lub nazwę producenta (na spodzie lub na tylnej ściance).
Po zaangażowaniu się USA w II wojnę światową rozpoczęto produkcję manierek M1910 ze stali nierdzewnej. Było to spowodowane wysokim zapotrzebowaniem aluminium w przemyśle lotniczym. Takie manierki niekiedy oznaczano jako model M1942. Wykonane były z dwóch wytłoczonych części łączonych poprzez zlutowanie (szef poziomy). Ponadto aluminiowy korek zastąpiono bakelitowym. W 1943 produkowano także manierki ze stali ocynkowanej, a także z tworzywa Ethocel. 
Pod koniec 1942 powrócono do produkcji manierek aluminiowych. Do końca wojny produkowano równocześnie dwa rodzaje manierek. Jednakże manierki aluminiowe również wyposażono w korki aluminiowe.
Manierki M1910 produkowano do roku 1963, kiedy to zostały zastąpione przez manierki M1961.

## Konstrukcja
Pojemność manierki wynosi 1 kwartę (ok. 0,94 l). Wykonane są z aluminium lub stali nierdzewnej. Zamykana korkiem aluminiowym (do 1942) lub bakelitowym (od 1942).

## Kubki
Wraz z manierką wprowadzono kubek aluminiowy o pojemności 0,5 kwarty. Kubek został wykonany tak, aby możliwe było włożenie manierki w kubek. Kubek wykonano z aluminium i wyposażono w składany uchwyt. Od roku 1942 wraz ze stalowymi manierkami wprowadzono kubki ze stali nierdzewnej. Po wprowadzeniu manierek M1961 kubki dalej pozostały w użyciu.

## Pokrowce
Wraz z wprowadzeniem manierki M1910 wprowadzono do służby system przenoszenia oporządzenia M1910. Manierkę wraz z kubkiem przenoszono w specjalnie przeznaczonym do tego pokrowcu. Wykonany był z wojłoku o grubości 6 mm. Spełniał on rolę izolatora, a mokry miał zapewniać niską temperaturę wody w manierce. Pokrowiec w kolorze khaki montowano na pasie.

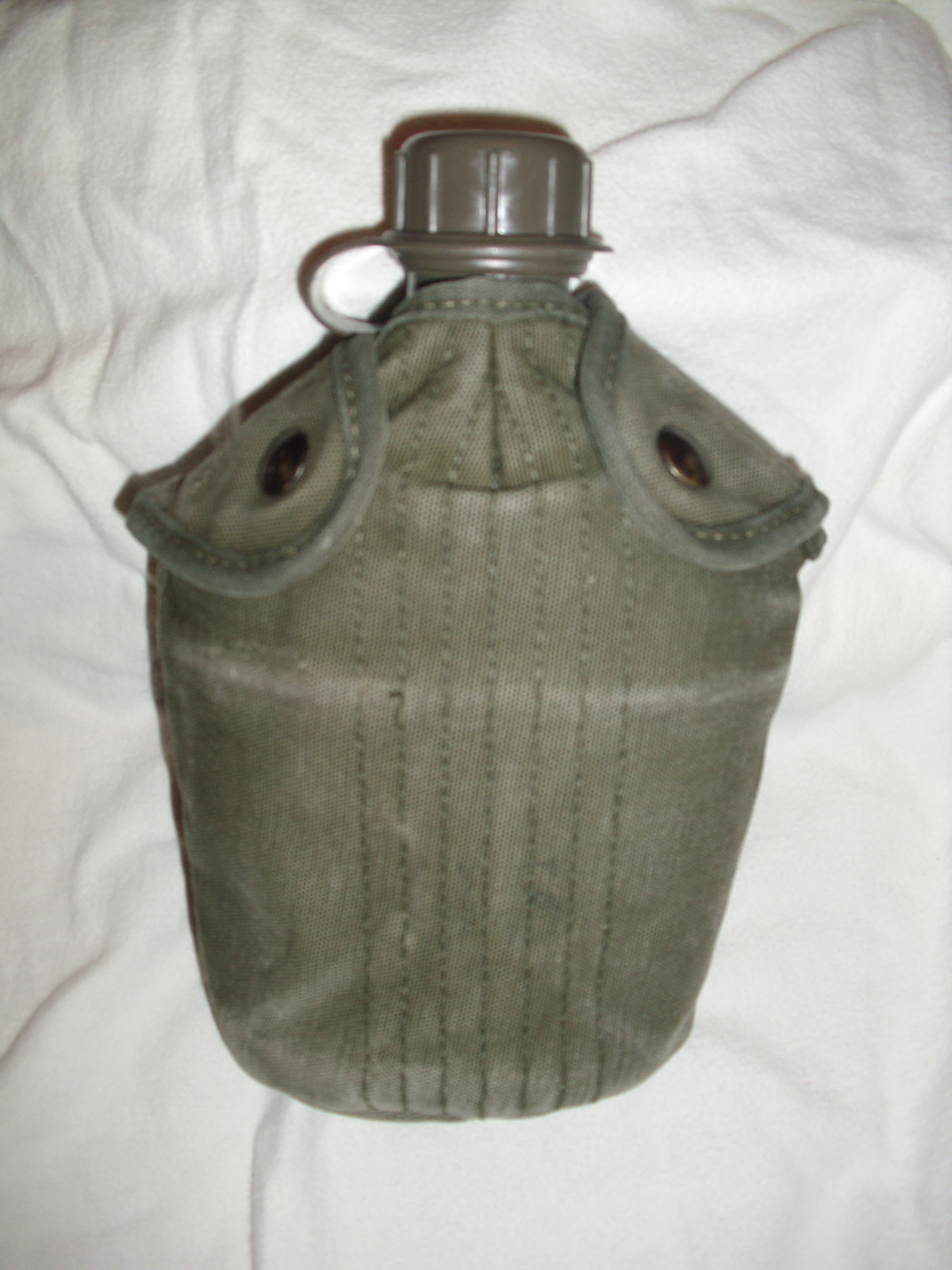
Pokrowiec M1956

W 1957 wprowadzono do służby nowe oporządzenie - M1957 LCE. Nowy pokrowiec M1956 wykonano z zielonej bawełny, a ocieplenie stanowi syntetyczny filc. Mocowane były do pasa klipsami.

## Manierki M1910 w Wojsku Polskim
Część manierek M1910 po I wojnie światowej trafiły do Polski, w ramach sprzętu zakupionego z demobilu amerykańskiego. Amerykańskie manierki były popularne we wszystkich formacjach na początku lat 20. XX wieku. Potem używała ich głównie kawaleria, aż do pojawienia się nowszych wzorów manierek. Manierki M1910 można było jeszcze spotkać na wyposażeniu żołnierzy polskich w 1939.